# Ocupación haitiana de Santo Domingo
La ocupación haitiana de Santo Domingo en 1822 fue un período histórico que duró 22 años, en el cual Haití primero invadió, y luego, gobernó forzadamente la parte oriental de la isla imponiéndose sobre el nuevo Estado de Haití Español, el cual fue dividido en dos departamentos: situándose en la porción norte, el Departamento del Cibao y en la porción sur, el Ozama. España empezó a reclamar el territorio a Haití (1830), ya que para España este seguía siendo territorio español bajo ocupación haitiana.   
Los veintidós años de la ocupación haitiana de Santo Domingo, después de un breve período de independencia son recordados en gran medida por los dominicanos como un período de régimen militar brutal, aunque la realidad es más compleja. En este período se llevaron a cabo expropiaciones de tierra a gran escala, en desmedro de los esfuerzos necesarios para la producción de cultivos de exportación. Se impuso el servicio militar, se restringió el uso de la lengua española y se trató de eliminar las costumbres tradicionales como las peleas de gallos. Esta situación avivó la percepción que tenían los dominicanos de sí mismos y sus diferencias con las costumbres haitianas en términos de idioma, raza, religión y costumbres nacionales. Sin embargo, este fue también un período que terminó definitivamente con la esclavitud como institución en la parte oriental de la isla.
Haití prohibió la constitución de los blancos como propietarios de tierras y las principales familias terratenientes se vieron privadas por la fuerza de sus propiedades. La mayoría emigró a Cuba, Puerto Rico o a la Gran Colombia, por lo general con el apoyo de funcionarios haitianos, que adquirieron sus tierras. Los haitianos, que asociaban la Iglesia católica con sus amos franceses, que les habían explotado antes de su independencia, confiscaron todos los bienes de la iglesia, deportaron a todos los clérigos al extranjero y los restantes miembros del clero rompieron los lazos con el Vaticano. La Universidad de Santo Domingo, la más antigua de América y que carecía de estudiantes y profesores, fue cerrada. 
Con el fin de recibir el reconocimiento diplomático de Francia, Haití se vio obligado a pagar una indemnización de 150 millones de francos a los ex-colonos franceses, suma que posteriormente fue reducida a 60 millones de francos. Esto motivó que Haití impusiera pesados impuestos sobre la parte oriental de la isla. 
Dada la incapacidad de Haití para mantener adecuadamente a su ejército, la fuerza de ocupación sobrevivió, en gran medida, confiscando alimentos y suministros a punta de pistola. 
Los intentos de redistribución de la tierra en conflicto por el sistema de tenencia comunal de la tierra (terrenos comuneros), que había surgido con la economía ganadera, y el resentimiento de los recién emancipados esclavos hizo que la administración haitiana se viera obligada a aumentar los cultivos comerciales, en virtud del Código Rural de Boyer. En las zonas rurales, la administración haitiana fue demasiado ineficiente para hacer cumplir sus propias leyes.

## Fin de la Ocupación de Haití sobre Santo Domingo
Fue en la ciudad de Santo Domingo en la que los efectos de la ocupación se sintieron más agudamente, y fue allí donde se originó el movimiento por la independencia.
El 16 de julio de 1838, Juan Pablo Duarte fundó la sociedad secreta La Trinitaria, junto con Juan Isidro Pérez, Juan Nepomuceno Ravelo, Félix María Ruiz, Benito González, Jacinto de la Concha, Pedro Alejandrino Pina, Felipe Alfau Bustamante y José María Serra. Más tarde, fueron incorporados Francisco del Rosario Sánchez, Matías Ramón Mella, Vicente Celestino Duarte, fray José Antonio Bonilla, Pedro Pablo Bonilla, Pedro Carrasco, Félix María del Monte, Tomás de la Concha, Pedro Antonio Bobea, Juan Nepomuceno Tejera, Epifanio Billini, Francisco Martínez de León, Antonio Duvergé, José María Imbert, Francisco Antonio Salcedo, entre otros.
En 1843, los independentistas se aliaron con un movimiento haitiano cuyo objetivo era el derrocamiento de Boyer. No obstante,  al develarse como revolucionarios que trabajan por la independencia dominicana, el nuevo presidente de Haití, Charles Rivière-Hérard, exilió o encarceló a varios trinitarios.  
Al mismo tiempo, Buenaventura Báez, un exportador de caoba azuano y diputado en la Asamblea Nacional de Haití negociaba con el cónsul de Francia el establecimiento de un protectorado francés en la parte oriental. Con la finalidad de anticiparse a este acuerdo, 27 de febrero de 1844, con el trabucazo de Matías Ramón Mella en la Puerta de la Misericordia se produjo un levantamiento en Santo Domingo que marcó el inicio de la guerra de independencia dominicana. Este proceso, apoyado por Pedro Santana,  rico ganadero de El Seibo y comandante de un ejército privado de peones de sus fincas, culminó con la victoria de los rebeldes y la fundación de la República Dominicana.